# Heng Samrin

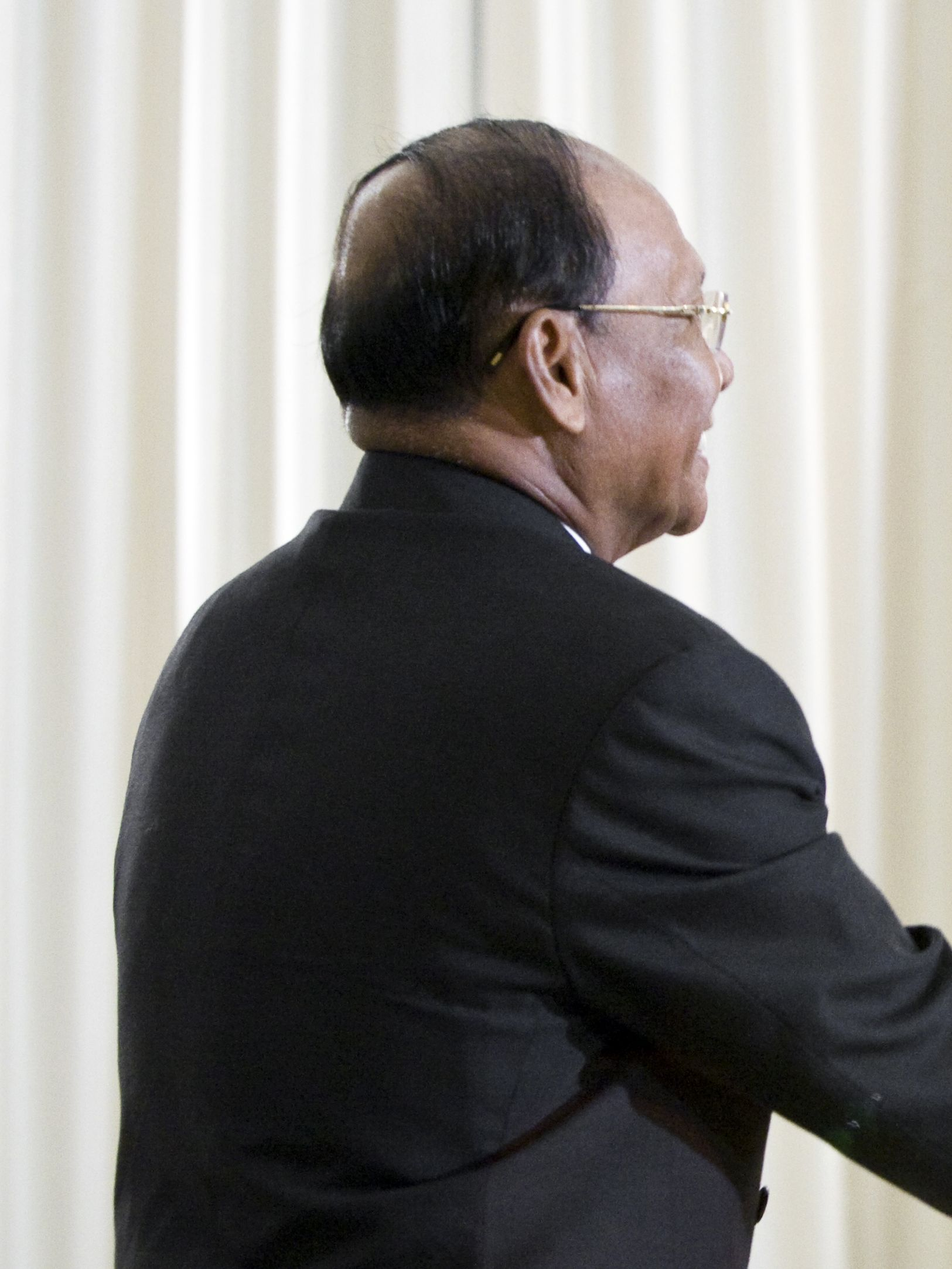
Heng Samrin, Thailandia, 2009

Heng Samrin (Phnom Penh, 25 maggio 1934) è un politico cambogiano, presidente dell'Assemblea nazionale dal 2006 al 2023.

## Biografia
Nato nella provincia di Prey Veng, Heng si unì al Partito Comunista Cambogiano e divenne commissario politico dell'Esercito Rivoluzionario fino al 1975, anno della presa del potere, quando divenne comandante d'armata. Nel 1978, in disaccordo con la visione del marxismo implementata da Pol Pot (maoista, sostenuto dalla Cina), Heng lasciò il Paese; poco dopo organizzò una ribellione sostenuta dall'Unione Sovietica e dal Vietnam.
Con l'invasione vietnamita del 1979, il governo comunista cadde e Heng venne messo dagli occupanti a capo della neonata Repubblica Popolare della Kampuchea, Stato fantoccio del Vietnam sostenuto anche dall'URSS. Il 7 gennaio del 1979, Heng divenne presidente del Consiglio Rivoluzionario, ovvero capo di Stato; nel 1981 assunse le cariche di presidente del Consiglio di Stato (con le medesime funzioni) e di segretario generale del Partito Rivoluzionario del Popolo Kampucheano. Durante il suo governo, Heng si occupò principalmente di reprimere la rivolta dei Khmer rossi e del Governo di coalizione della Kampuchea Democratica, guidato da Norodom Sihanouk, commettendo peraltro diverse atrocità.
Il potere effettivo di Heng cominciò a scemare quando i vietnamiti scelsero di cambiare strategia: anziché proseguire l'occupazione, scelsero di tentare di raggiungere un accordo fra Norodom ed il governo. A questo scopo Hun Sen venne nominato primo ministro nel 1985, e da questo momento fu lui a detenere il controllo effettivo del Paese. Nel 1991 il Partito venne trasformato nel Partito Popolare Cambogiano e nel 1992 ebbe termine la Repubblica Popolare, con l'istituzione di un Consiglio Nazionale Supremo presieduto da Norodom, che privò Heng delle sue ultime cariche.
Con la restaurazione della monarchia nel 1993, Heng venne nominato Samdech (titolo onorifico cambogiano) e presidente onorario del Partito Popolare. Fu vicepresidente dell'Assemblea Nazionale dal 1998 al 2006, quando ne assunse la presidenza.